# Niklas Tikkinen
Niklas Tikkinen, född 1 juni 1994 i Esbo, Finland, är en finländsk professionell ishockeyspelare som spelar för Herlev Eagles i Metal Ligaen.